# Hellyethira radonensis
Hellyethira radonensis är en nattsländeart som beskrevs av Wells 1990. Hellyethira radonensis ingår i släktet Hellyethira och familjen smånattsländor. Inga underarter finns listade i Catalogue of Life.